# Johnny
Johnny é um filme de drama polonês de 2022 dirigido por Daniel Jaroszek. O filme, baseado em fatos reais, é contado do ponto de vista de Patryk Galewski, protegido do padre Jan Kaczkowski, que presta serviço comunitário em seu hospício na cidade de Puck, no norte da Polônia, e cuja vida muda para melhor como resultado. O filme estreou no Festival de Cinema de Gdynia em setembro de 2022, foi lançado logo em seguida nos cinemas poloneses e entrou na programação da Netflix em vários países em março de 2023.

## Sinopse
Patryk esteve na prisão por vários delitos violentos relacionados a drogas. Agora ele pode ser libertado da prisão se fizer serviço comunitário. Ele faz isso em um hospício em Puck que foi recentemente estabelecido pelo padre Jan Kaczkowski. Ele cuida dos moribundos de maneira notável e, com seu jeito bem-humorado, conseguiu motivar os alunos a fazerem trabalhos beneficentes regulares em sua instituição. Kaczkowski não quer apenas ajudar os moribundos, mas também todas as outras pessoas que precisam e com as quais ninguém mais se importa. O padre não convencional faz isso contra a vontade de seu bispo.
Com o tempo, uma amizade se desenvolve entre Patryk e o sacerdote. O padre Koczkowski consegue mostrar ao jovem um caminho melhor na vida. A dele, por outro lado, logo acabará, porque Koczkowski tem glioblastoma, um tumor cerebral terminal, e não lhe resta muito tempo para consertar tudo o que queria.

## Produção
Johnny é o longa-metragem de estreia do diretor polonês Daniel Jaroszek. O roteiro foi escrito por Maciej Kraszewski.
Dawid Ogrodnik interpreta o padre Jan Kaczkowski e Piotr Trojan, seu novo protegido, Patryk Galewski. Maria Pakulnis interpreta Hanna, uma atriz aposentada que mora em um hospício e ensina não apenas boas maneiras, mas também a vida a Patryk.
O filme recebeu uma doação de 1,5 milhão zł do Instituto do Filme Polonês.
As filmagens ocorreram em Puck, na Baía de Gdańsk, e no resort de Sopot, próximo ao Mar Báltico. Outras gravações foram feitas na pequena cidade de Konstancin-Jeziorna, no distrito de Piaseczno, na voivodia da Mazóvia. Michal Dabal atuou como cinegrafista.
O filme estreou em 12 de setembro de 2022 no Festival de Cinema de Gdynia. Foi lançado nos cinemas poloneses em 23 de setembro de 2022. Em 23 de março de 2023, foi adicionado à programação da Netflix em vários países, incluindo os Estados Unidos.

## Recepção

### Crítica
Uma crítica do site alemão Filmdienst afirma que o filme "transforma a vida de Jan Kaczkowski em uma lenda moderna, incluindo um milagre de conversão, celebra a caridade ativa como a virtude cristã mais importante e tenta evitar um tom carregado de incenso, transformando o criminoso em um narrador rude e oprimido. No entanto, a encenação cai sempre no patético".

### Prêmios
Festival de Cinema de Gdynia 2022
- Prêmio de Melhor Filme com o Prêmio do Público (Daniel Jaroszek)
- Prêmio de Melhor Ator (Dawid Ogrodnik)
- Melhor Ator - Longa-Metragem (Piotr Trojan)
- Prêmio de Melhor Jovem Atriz - Longa-Metragem (Marta Stalmierska)
- Nomeado para Melhor Filme (Daniel Jaroszek e Robert Kijak)

Prêmio de Cinema Polonês 2023
- Prêmio de Melhor Filme com o Prêmio do Público (Daniel Jaroszek e Robert Kijak)
- Prêmio de Melhor Ator (Dawid Ogrodnik)
- Prêmio de Melhor Atriz Coadjuvante (Maria Pakulnis)
- Prêmio de Melhor Maquiagem (Liliana Galazka)
- Nomeação para Melhor Filme (Daniel Jaroszek e Robert Kijak)[7][8]